# السديحاء (المضاربة والعارة)

تعديل مصدري - تعديل

السديحاء هي إحدى قرى عزلة العارة بمديرية المضاربة والعارة التابعة لمحافظة لحج، بلغ تعداد سكانها 60 نسمة حسب تعداد اليمن لعام 2004.